# Mychajliwka (Perewalsk)
Mychajliwka (ukrainisch Михайлівка; russisch Михайловка/Michailowka) ist eine Siedlung städtischen Typs im Rajon Perewalsk in der Oblast Luhansk in der Ostukraine mit knapp 3000 Einwohnern.

## Geographie
Die Siedlung liegt am Ostufer des Bila, einem Nebenfluss des Luhan, zur Siedlungsratsgemeinde zählt auch die Siedlung Karpaty (Карпати).

## Geschichte
Die Siedlung wurde 1787 zum ersten Mal erwähnt. 1878 wurde dort eine denkmalgeschützte Erzengel-Michael-Kirche gebaut. Im selben Jahr wurde eine Dorfschule gegründet. Im Jahr 1904 wurden im Dorf durch eine Untergrundorganisation heimlich Flugblätter für die SDAPR gedruckt. Im Dezember 1917 fiel das Dorf unter sowjetische Herrschaft. Seit 1938 hat sie den Status einer Siedlung städtischen Typs. Im Deutsch-Sowjetischen Krieg zogen 563 Einwohner der Siedlung an die Front. 312 von ihnen starben. Die Überlebenden wurden mit Orden und Medaillen ausgezeichnet.
In der Siedlung stehen Denkmäler für Lenin und im Zweiten Weltkrieg gefallene Soldaten.

## Persönlichkeiten
Söhne und Töchter:
- Natalja Wladimirowna Poklonskaja (* 1980), Generalstaatsanwältin der Republik Krim

Personen mit Bezug zur Siedlung:
- Boris Grintschenko (1863–1910), ukrainischer Schriftsteller, Sprachwissenschaftler und Ethnograph, unterrichtete von 1887 bis 1894 an der Dorfschule